# Batalla de Shiloh
La batalla de Shiloh (también conocida como batalla de Pittsburg Landing) fue el mayor enfrentamiento en el escenario oeste de la guerra civil estadounidense, llevada a cabo entre los días 6 y 7 de abril de 1862 al sudoeste de Tennessee. Las fuerzas de los estados confederados, bajo el mando de los generales Albert Sidney Johnston y P. G. T. Beauregard, lanzaron un ataque sorpresa contra el Ejército de la Unión liderado por el Mayor General Ulysses S. Grant, estando cerca de derrotarlos.
En el primer día de la batalla, las fuerzas confederadas atacaron con la intención de forzar la retirada de las tropas de la Unión lejos del río Tennessee y a los pantanos de Owl Creek al oeste, esperando derrotar al ejército de Tennessee liderado por Grant antes de que pudiera unirse a las fuerzas de Ohio al mando del Mayor General Don Carlos Buell. Las líneas de batalla de los confederados se confundieron durante la cruenta lucha, y los hombres de Grant se retiraron en dirección de Pittsburg Landing al noreste. Una posición en camino que se encontraba un poco hundido, apodado «El avispero», defendida por las divisiones de los generales de brigada Benjamin M. Prentiss y W.H.L. Wallace, proveyeron tiempo valioso al resto de la línea de la Unión para estabilizarse bajo la protección de numerosas baterías de artillería. El general Johnston murió durante el primer día de combate, y Beauregard, el segundo al mando, decidió no asaltar la posición de la Unión esa noche.
Los refuerzos del General Buell llegaron al atardecer y dieron la vuelta a la situación la mañana siguiente, cuando Grant lanzó un contraataque junto con toda la línea frontal. Los Confederados fueron obligados a retirarse de la batalla más sangrienta registrada de la historia de los Estados Unidos hasta ese momento, finalizando sus esperanzas de bloquear la invasión de las fuerzas de la Unión que avanzaban desde el norte del Misisipi.

## Fuerzas opositoras
Después de las derrotas en las batallas del Fuerte Henry y del Fuerte Donelson en febrero de 1862, el General Confederado Albert Sidney Johnston retiró sus fuerzas al oeste de Tennessee, al norte de Misisipi y hacia Alabama para reorganizarse. A principios de marzo, el Mayor General de la Unión Henry Halleck, comandante del escenario oeste de la guerra, respondió ordenando a Grant avanzar su ejército del oeste de Tennessee (poco después de la batalla conocida por el nombre de "El Ejército de Tennessee) a invadir el norte del río Tennessee. Debido a cierto rencor profesional y personal hacia Grant, Halleck inicialmente designó al subordinado de Grant, el Mayor General Charles Ferguson Smith, para liderar la expedición mientras Grant se sentaba pasivamente en el Fuerte Henry. Después de que el presidente Abraham Lincoln intercedió ante Halleck, a Grant se le devolvió el mando del ejército.